# Vanth (maan)
Vanth (90482) Orcus I Vanth is een maan van het hemellichaam Orcus. De maan werd ontdekt door Mike Brown en T.-A. Suer met behulp van de Hubble Space Telescope op 13 november 2005.